# Melchior Meyr

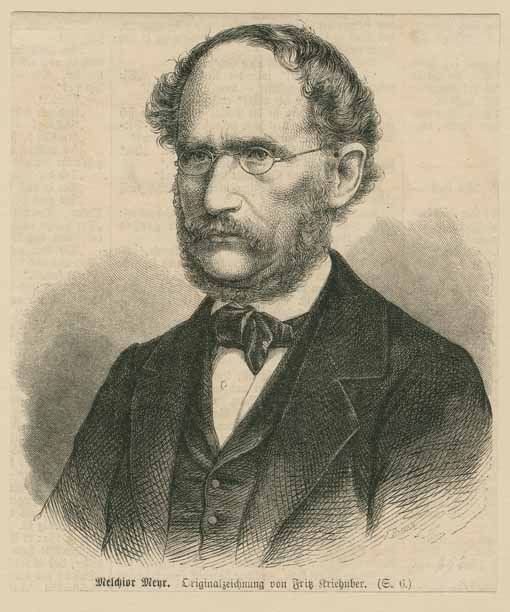
Melchior Meyr

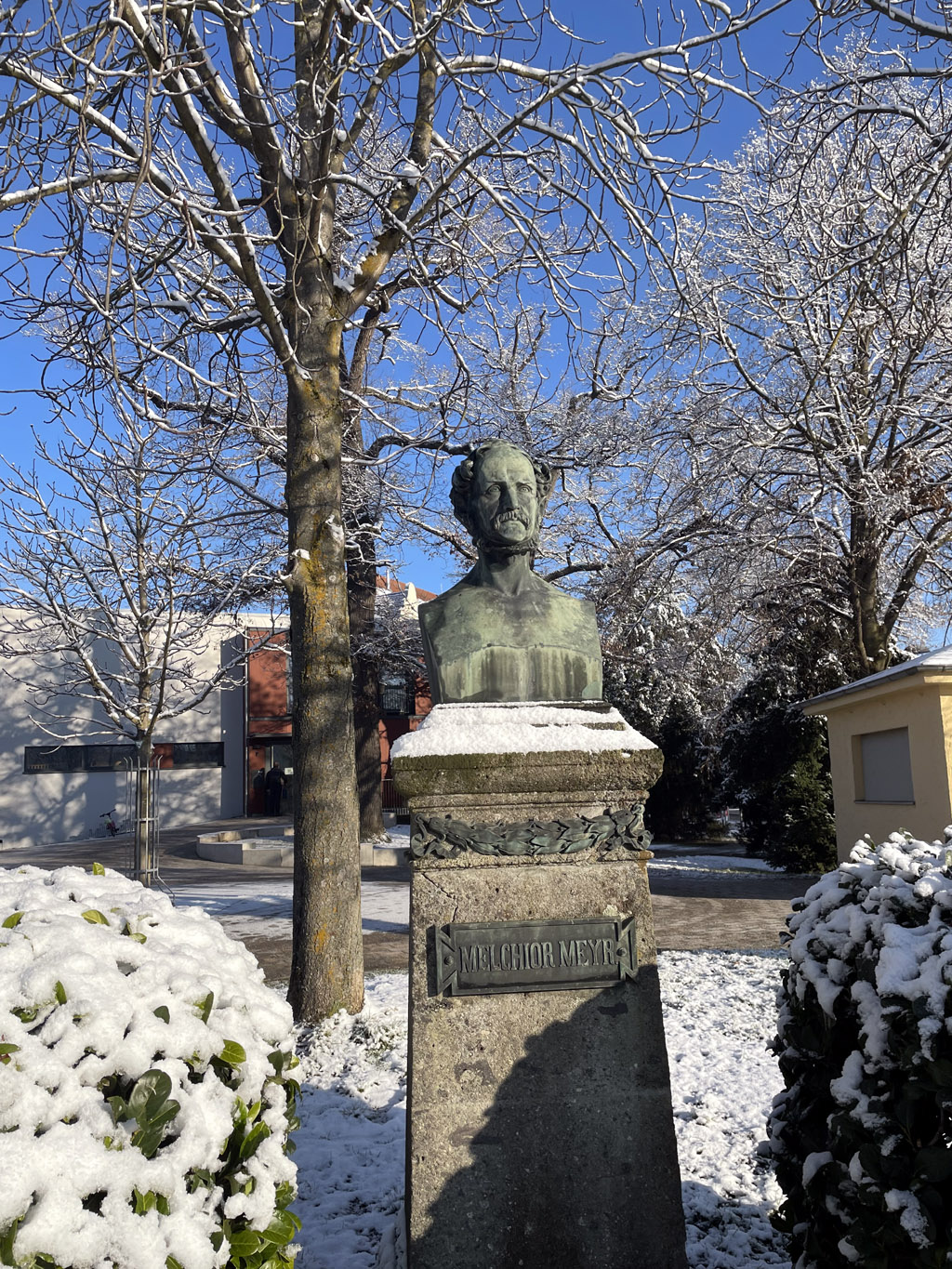
Melchior-Meyr-Denkmal in Nördlingen.

Melchior Meyr (* 28. Juni 1810 in Ehringen; † 22. April 1871 in München) war ein deutscher Dichter und Philosoph.

## Leben
Melchior Meyr wurde am 28. Juni 1810 in Ehringen bei Wallerstein als erstes Kind des begüterten Bürgermeisters und Bauern Johann Georg Meyr und dessen Ehefrau Anna Margareta geboren.
Im benachbarten Residenzort Wallerstein schickten die Eltern ihn zuerst zu einem Privatlehrer und zum Besuch der Volksschule, im Anschluss daran in die Nördlinger Lateinschule und mit 14 Jahren in das Gymnasium in Ansbach. Die nächste Station war dann das St.-Anna-Gymnasium in Augsburg, das er aber bereits nach einem halben Jahr wieder verließ, um sich als Autodidakt weiterzubilden.
Während seiner Schulzeit beschäftigte er sich außer mit Abenteuer- und Ritterromanen auch mit den Klassikern der deutschen Literatur.
Mit 19 Jahren immatrikulierte sich Meyr 1829 an der Universität München, wohin er fünf Jahre später nochmals zurückkehrte. In der Zwischenzeit hatte er beschlossen, in Heidelberg Jurisprudenz zu studieren, was ihm nicht gefiel – sein Herz gehörte der Dichtkunst.
Im Jahre 1836 zog er dann in die Universitätsstadt Erlangen, ohne sich jedoch dort zu immatrikulieren. Hier lernte er Friedrich Rückert und Paul Schelling, den Sohn des großen Philosophen Wilhelm Schelling, kennen. Am 30. Oktober 1837 verließ Meyr Erlangen und kehrte wieder nach München zurück.
Am 27. Dezember 1840 kam er dann in Berlin, der „Metropole der Intelligenz“, an. Seine finanziellen Probleme – er verdiente wenig an Beiträgen für Journale – konnten auch die Zuwendungen seines Vaters nicht wesentlich ändern. Im Jahr 1848, mit dem Ausbruch der deutschen Revolution, war er als Verfasser politischer Artikel ein gefragter Mann.
1852 verließ er Berlin, um sich bei seiner Schwester Anna-Margaretha in der „Bruckwirtschaft“ zu Ebermergen zu erholen. Seine Eltern hatten 1831 ihren Hof in Ehringen verkauft und erwarben das Gut Neudegg bei Donauwörth, das sie 1837 wieder verkauften. Anschließend zogen sie ebenfalls nach Ebermergen.
Ab November 1855 lebte Melchior Meyr wieder in München.
Hier verfasste er dann seine Erzählungen aus dem Ries und weitere Werke, auch religionsphilosophischen Inhaltes. Sein auch heute noch für die Landes- und Volkskunde unverzichtbares Werk Ethnographie des Rieses erschien in dieser Zeit. Meyr wohnte damals in der Ottostrasse 2 in München in kümmerlichen Verhältnissen, da Emanuel Geibel König Maximilian II. erklärte, dass Meyr „kein Dichter“ sei.
Meyr war auch Mitglied des Münchner Dichterkreises Die Krokodile sowie der Zwanglosen Gesellschaft. In letzterer war auch u. a. Bernhard von Gudden Mitglied, der mit König Ludwig II. den Tod fand.
Am 22. April 1871, mittags 12 Uhr ist Melchior Meyr in München gestorben.
Im August 1873 wurde sein Denkmal in Nördlingen feierlich enthüllt. Der ursprüngliche Plan, das Denkmal in seinem Geburtsort aufzustellen, wurde von den Verwandten und Freunden und auch von dem beauftragten Bildhauer Konrad Knoll verworfen, weil der damalige und heutige Standort vor dem Reimlinger Tor („beim Kastanienbaum“) „ein vielbegangener Weg“ sei.

## Grabstätte

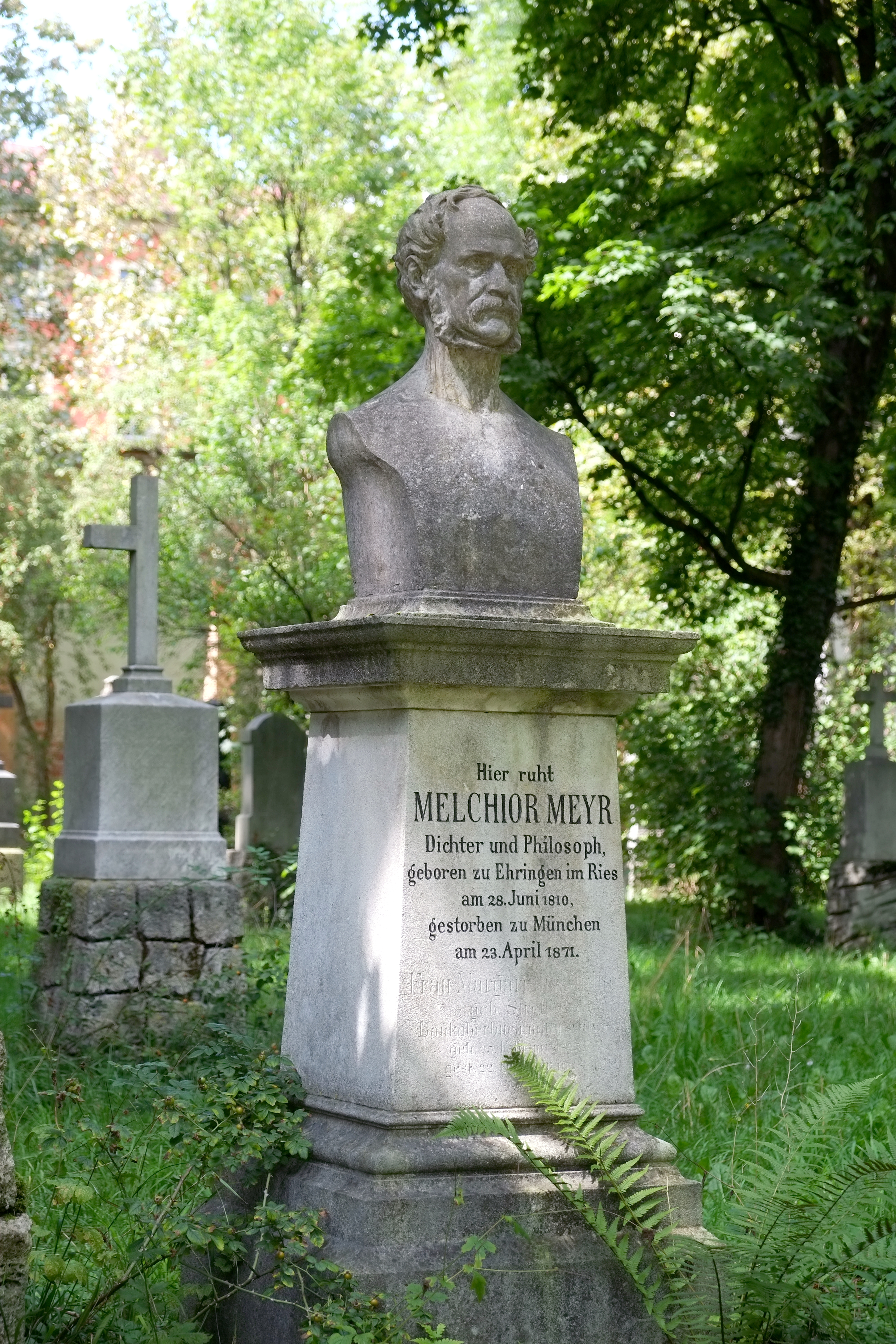
Grab von Melchior Meyr auf dem Alten Südlichen Friedhof in München

Die Grabstätte von Melchior Meyr befindet sich auf dem Alten Südlichen Friedhof in München (Gräberfeld 38 – Reihe 2 – Platz 3) Standort.

## Werke (Auswahl)
Belletristik
- Wilhelm und Rosina. München 1835.
- Erzählungen aus dem Ries. (4 Bände 1856/70).
- Herzog Albrecht. Stuttgart 1862.
- Vier Deutsche. Politischer Roman. Stuttgart 1861. (3 Bde.).
- Karl der Kühne. Tragödie. Stuttgart 1862.
- Novellen. Stuttgart. 1863.
- Ewige Liebe. Roman. Braunschweig 1864 (2 Bde.).
- Erzählungen. Hannover 1867.
- Gleich und Gleich. Geschichte aus dem Ries. Leipzig 1867.
- Dramatische Werke. Hannover 1868 (mit dem Vorwort Die Gefahr und das Heil des deutschen Dramas).
- Duell und Ehre. Roman. Leipzig 1870.
- Die Religion des Geistes. Religiöse und philosophische Gedichte. Leipzig 1871.
- Gedichte. Berlin 1857.
- Erzählungen aus dem Ries. 1856–1870 (4 Bde., von Karl von Enhuber illustriert).
- Gespräche mit einem Grobian. 2. Auflage. Leipzig 1867 (anonym veröffentlicht).
- Der Sieg des Schwachen. In: Deutscher Novellenschatz. Hrsg. von Paul Heyse und Hermann Kurz. Band 9. 2. Aufl. Berlin, [1910], S. 47–255. In: Weitin, Thomas (Hrsg.): Volldigitalisiertes Korpus. Der Deutsche Novellenschatz. Darmstadt/Konstanz, 2016. (Digitalisat und Volltext im Deutschen Textarchiv)

Sachbücher
- Die poetischen Richtungen unsrer Zeit. Erlangen 1838.
- Gott und sein Reich. Stuttgart 1860.
- Emilie, drei Gespräche über Wahrheit, Güte und Schönheit. 1863.
- Die Fortdauer nach dem Tod. 1869.
- Die Religion und ihre jetzt gebotene Fortbildung. 40 Briefe. 1871.
- Max von Bothmer, Moriz Carriere (Hrsg.): Gedanken über Kunst, Religion und Philosophie. 1874 (aus dem Nachlass hrsg.).